# Näs
Näs (švédsky Näs slott) je zřícenina hradu na švédském ostrově Visingsö v jezeře Vättern.

## Historie
Hrad byl postaven jako královské sídlo ve 12. století a za jeho zakladatele jsou považováni králové Sverker I. nebo jeho syn Karel VII. Švédský. Podle středověkých zdrojů byl hrad ve 12. století centrem švédského království. V roce 1318 ho král Birger Magnusson zastavil a po několika bitvách byl hrad zbořen.
Roku 1216 zde zemřel král Erik X. Knutsson.